# Alex Padilla

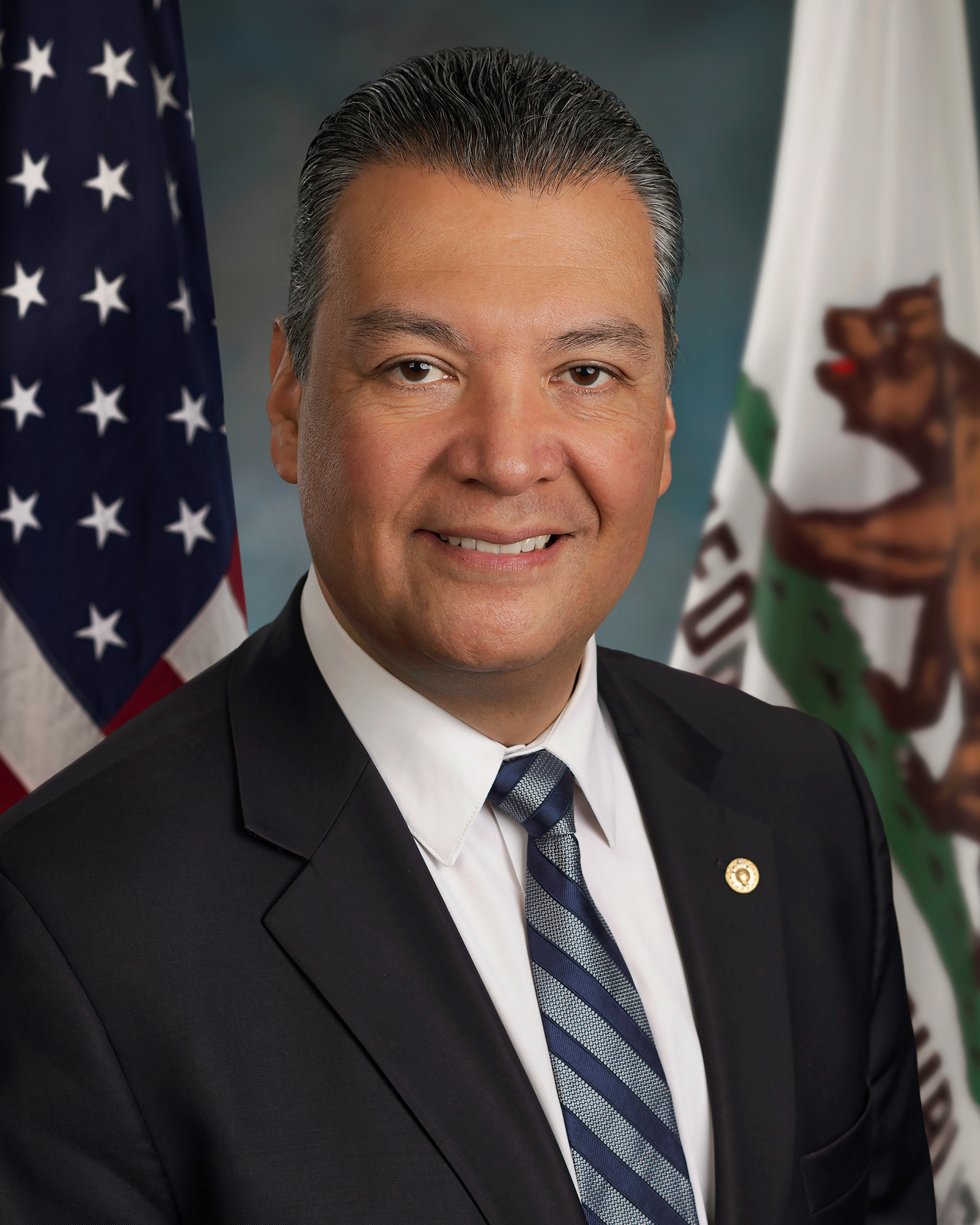
Alex Padilla (2021)

Alejandro „Alex“ Padilla (* 22. März 1973 in Los Angeles, Kalifornien) ist ein US-amerikanischer Politiker (Demokratische Partei). Padilla ist seit Januar 2021 US-Senator für den Bundesstaat Kalifornien.

## Leben
Alex Padilla wurde als Sohn mexikanischer Einwanderer in Panorama City, einem Stadtviertel von Los Angeles, geboren und wuchs im Stadtteil Pacoima auf. Hier erhielt er unter anderem an der San Fernando High School im San Fernando Valley seine Schulbildung. Im Anschluss daran studierte er bis zu seinem Diplom im Jahr 1994 Maschinenbau am Massachusetts Institute of Technology (MIT). Padilla kehrte nach Pacoima zurück und begann kurzzeitig bei Hughes Aircraft zu arbeiten, einem Unternehmen, in dem er die Software für Satellitensysteme schrieb.
Padillas Karriere als Politiker begann im Jahr 1995 als Assistent der kalifornischen US-Senatorin Dianne Feinstein. Von 1996 bis 1998 war er Wahlkampfmanager dreier verschiedener Aspiranten für das Repräsentantenhaus und den Senat von Kalifornien. Alle drei Kampagnen waren erfolgreich.
Am 1. Juli 1999 wurde Padilla als Mitglied des Los Angeles City Council vereidigt. Nur zwei Jahre später, am 4. Juli 2001, wurde der damals erst 28-jährige Padilla zum jüngsten Stadtratspräsidenten gewählt. Am 11. September 2001 fiel ihm für drei Tage das Amt des geschäftsführenden Bürgermeisters zu, da der Amtsinhaber James K. Hahn wegen der Terroranschläge in Washington, D.C. festsaß.
Im Dezember 2006 wurde Padilla in den Senat von Kalifornien gewählt. Diesem gehörte er bis zum Jahr 2014 an. Von Januar 2015 bis Januar 2021 war er Secretary of State von Kalifornien unter dem demokratischen Gouverneur Jerry Brown.
Nach der Wahl von Kamala Harris zur US-Vizepräsidentin wurde ihr Sitz im US-Senat vakant. Am 22. Dezember 2020 ernannte Gouverneur Gavin Newsom Padilla zu Harris’ Nachfolger. Am 20. Januar 2021 wurde er vereidigt.
Am 12. Juni 2025 wurde Alex Padilla bei einer Pressekonferenz von US-Heimatschutzministerin Kristi Noem von Sicherheitskräften zu Boden gedrückt und in Handschellen abgeführt. Padilla hatte zuvor die republikanische Politikerin unterbrochen, als diese über die Proteste in Los Angeles sagte, dass sie die Stadt durch die Entsendung von Truppen von der Bürgermeisterin und dem Gouverneur Kaliforniens „befreien“ werde.